# Raoul Calas
Pour les articles homonymes, voir Calas.
Raoul Calas est un homme politique français, né le 20 mars 1899 à Thézan-lès-Béziers (Hérault) et décédé le 23 décembre 1978 à Fleury-Mérogis (Essonne). Il a été député communiste de l'Hérault sous la IVe République.

## Biographie
Après avoir achevé ses études à l'École normale d'instituteurs de Montpellier, Raoul Calas enseigne dans plusieurs communes de l'Hérault à partir du 1er octobre 1921. Il adhère au Parti communiste français en 1924, menant de front son activité politique et une action syndicale. En juillet 1925, il devient secrétaire du comité d'action contre la guerre du Maroc, ayant compétence dans les départements de l'Hérault, de l'Aude, des Pyrénées-Orientales, du Gard et de la Lozère. À cette occasion, il fait la connaissance d'André Marty dont il sera plus tard le collaborateur.
En juillet 1929, il est révoqué de son emploi d'instituteur et condamné à six mois de prison au motif qu'il a écrit « Soldats, vous ne tirerez pas sur vos frères, les ouvriers et les paysans » dans une publication du PCF. Il est interné à la prison de la Santé de décembre 1929 à juin 1930. Libéré, il devient permanent du Parti communiste et secrétaire régional pour le Languedoc, avant de quitter la région pour le Nord-Pas-de-Calais où il est affecté au poste de secrétaire régional.
Il assure les fonctions de secrétaire général du quotidien L'Humanité de février 1934 à juillet 1936.
Il est réintégré dans l'enseignement par le gouvernement du Front populaire et reprend des responsabilités au sein de la direction du PCF dans le département de l'Hérault.
Mobilisé en 1939, il est fait prisonnier et rapatrié en 1941. Il entre dans la clandestinité au mois de décembre de la même année. Il participe à l'organisation de la résistance communiste dans plusieurs départements (Puy-de-Dôme tout d'abord, puis Loire, Haute-Loire, Cantal, Allier et Cher). Arrêté en juin 1942, il est condamné à mort par le tribunal spécial de Clermont-Ferrand ; une intense campagne de protestation engagée en Languedoc-Roussillon conduit à ce que cette peine soit commuée en travaux forcés à perpétuité. Emprisonné en Dordogne, à Nontron Raoul Calas est libéré le 10 juin 1944 grâce à l'intervention des FTP. Il rejoint la résistance armée avec le grade de lieutenant-colonel FFI et dirige des combats en Corrèze à Tulle puis à Égletons.
Il est élu au comité central du PCF en 1945 et député de l'Hérault en 1946. Il se distingue le 1er décembre 1947 en occupant la tribune de l'Assemblée Nationale pendant plusieurs heures lors de la discussion sur les projets de lois concernant, d'une part, le renforcement des effectifs mis à la disposition du ministre de l'intérieur et, d'autre part, la protection de la liberté du travail. Il conclut son discours en relatant le refus du 17e régiment de tirer « sur le peuple, à Béziers, en 1907 », l'assimilant à un geste glorieux à la fois républicain et patriote « et que d'autres suivront son exemple dans la voie glorieuse qu'il leur a ainsi tracée. » En réponse, le président de l'Assemblée, Édouard Herriot, déclare que ces propos constituent un « appel à la violence, à l'insurrection de l'armée contre les ordres qui peuvent lui être donnés » et fait voter l'exclusion temporaire du député, provoquant l'ire du groupe communiste. L’intéressé refusa alors de quitter la tribune et y resta de 19 h 55 le lundi à 6 h le lendemain matin, entouré de tous ses collègues du groupe communiste. Il dut cependant quitter le Palais-Bourbon après l’intervention de la garde et subir deux mois d’interdiction de séance. La Garde républicaine doit intervenir pour expulser Raoul Calas et les membres du groupe communiste.
En janvier 1948, le groupe communiste présente sa candidature, contre Édouard Herriot, à la présidence de l'Assemblée.
Raoul Calas perd son siège de député en 1951, mais le retrouve en 1956 et l'occupe jusqu'en 1958. En 1958, avec le retour au scrutin d’arrondissement à deux tours, Calas fut candidat dans la circonscription de Sète-Pézenas. Il obtint 12 245 voix et ne fut précédé que de quelques suffrages par le socialiste Jules Moch, 12 286 voix. Au second tour, c’est le candidat UNR qui fut élu avec 16 905 voix contre 15 244 à Moch et 13 696 à Calas. Lors des élections législatives des 18 et 25 novembre 1962, bien qu'il soit arrivé en tête au premier tour de scrutin, il se retire afin de permettre l'élection de Jules Moch, en application d'un accord départemental passé entre le PCF et la SFIO.

## Mandats
- Député PCF de l'Hérault (1946-1951, 1956-1958).

## Distinctions
- Chevalier de la Légion d'honneur
- Croix de guerre 1939–1945
- Médaille de la Résistance française

## Ouvrages
- Souvenirs d'un condamné à mort, un demi-siècle de combats pour la démocratie, Éditions sociales, 1976.
- À la gloire des lutteurs de 1907. Grandeur et puissance des travailleurs de la terre Pour la renaissance de la viticulture, avec André Marty, préface de Marcel Cachin, Montpellier, Imprimerie Causse, Graille et Castelnau, 1947

## Sources
- Assemblée nationale, Biographies des députés de la IVe République Fiche de Raoul Calas
- Maitron en ligne